# プログラミング用語一覧
プログラミング用語一覧（プログラミングようごいちらん）は、コンピュータのプログラムおよびプログラミングに関する用語の一覧である。
五十音（アルファベット・その他）順に記載している。
分野別の一覧については、プログラミング用語 (分野別)を参照。

## あ行
- アクセサ
- アジャイルソフトウェア開発
- アスペクト指向プログラミング
- アセンブラ
- アセンブリ言語
- アダプタパターン
- アドレス
- アドレス空間
- アドレッシングモード
- アプレット
- アルゴリズム
- 暗号
- アンチパターン
- 委譲
- イテレータ
- 移植性
- 依存性の注入
- 遺伝的アルゴリズム
- イベント (プログラミング)
- イベント駆動型プログラミング
- インスタンス
- インスタンス変数
- インスタンスメソッド
- インスペクション
- インタプリタ
- インデクサ
- ウォーターフォール・モデル
- エクストリーム・プログラミング
- エディタ
- 演算子
- エンディアン
- エントリーポイント
- オーサリングツール
- オートボクシング
- オーバーフロー
- オーバーライド
- オーバーレイ (情報工学)
- オブジェクト (プログラミング)
- オブジェクト型
- オブジェクト指向
- オブジェクト指向言語 ⇒ オブジェクト指向プログラミング
- オブジェクト指向プログラミング
- オブジェクトデータベース
- オブジェクトモデル化技法
- オープンソース
- オペコード

## か行
- カーゴ・カルト・プログラミング
- 拡張可能なマーク付け言語 ⇒ XML
- 仮想機械
- 型システム
- 型変換
- カテドラル方式
- ガベージコレクション
- 可変長数値表現
- カプセル化
- 空文字列
- 関係モデル
- 関数
- 関数型言語
- 関数型プログラミング
- 機械語
- 木構造 (データ構造)
- 擬似コード
- 逆アセンブラ
- 逆コンパイラ
- 逆ポーランド記法
- キャッシュ (コンピュータシステム)
- キャラクタ (コンピュータ)
- ギャング・オブ・フォー (情報工学)
- キュー
- 共通型システム
- 競合状態
- 凝集度
- 行番号
- 共有メモリ
- キーワード（予約語を参照）
  - キーワード (C言語)
  - キーワード (C++)
  - キーワード (Java)
- クイックソート
- クラス (コンピュータ)
- クラス図
- クラスベース
- クラス変数
- グラフ (データ構造)
- クロージャ
- クロスプラットフォーム
- 計算機プログラムの構造と解釈
- 形式仕様記述
- 形式的検証
- 形式文法
- 継承
- 継続
- 契約 (契約プログラミング)
- 軽量プログラミング言語
- 結合度
- コアダンプ
- 高階関数
- 高級言語
- 構成管理
- 構造化プログラミング
- 構造体
- 高速フーリエ変換
- 構文解析
- 構文解析器
- 構文解析木
- 固定小数点数
- コーディング　⇒　プログラミング
- コード生成
- コピーレフト
- コメント(注釈)
- コールスタック
- コルーチン
- コンスタント → 定数
- コンスタントプール
- コンストラクタ
- コンテナ (データ型)
- コンパイラ
- コンピュータ
- コンピュータ言語
- コンポジットパターン

## さ行
- 最下位ビット
- 再帰呼び出し
- 最上位ビット
- 最適化
- サブルーチン
- 三項演算子
- 参照
- 参照カウント
- 参照透過性
- 参照渡し(関数の引数)
- サンドボックス (セキュリティ)
- 字句解析
- ジェネリックプログラミング
- シェルソート
- 式
- 識別子
- シグナルプログラミング
- シーケンス
- シーケンス図
- 思考ルーチン
- 自己書き換えコード
- 字下げ
- システムエンジニア
- 自然言語
- 実装
- 実体関連モデル
- 実引数依存の名前探索
- ジャストインタイムコンパイル方式
- 集合
- 順接
- 仕様記述言語
- 条件演算子
- 条件付分岐 → if文
- 情報工学
- 情報システム
- 情報量
- ショットガン・デバッギング（英語版）
- 処理系
- シリアライズ
- 進化戦略
- 進化的プログラミング
- シングルトンパターン
- 人工言語
- 人工知能
- 信頼度成長曲線
- スクリプト言語
- スケジューリング
- スコープ
- スタック
- スタックオーバーフロー
- スタブ
- ストアードプログラム方式
- スパゲティプログラム
- スピンロック
- スループット
- スレッド
- スレッドセーフ
- 正規表現
- 制御構造
- 制御理論
- 静的型付け
- 静的コード解析
- 静的スコープ
- 静的リンク
- セキュリティホール
- 世代別ガベージコレクション
- 設定ファイル
- セマフォ
- ゼロ除算
- 線型探索
- 線形リスト
- 総称型
- 属性文法
- ソースコード
- ソート
- ソフトウェア
- ソフトウェアアーキテクチャ
- ソフトウェア開発
- ソフトウェア開発キット
- ソフトウェア開発工程
- ソフトウェア工学
- ソフトウェアテスト
- ソフトウェア特許
- ソフトウェア能力成熟度モデル

## た行
- ダイナミックリンクライブラリ
- 多重継承
- 多重定義
- ダック・タイピング
- タブーサーチ
- 単項演算
- 単精度
- 遅延評価
- 中間言語
- 抽象データ型
- 中置記法
- チューリングマシン
- 重複コード
- ツリー構造
- 低級言語
- 定数
- テキストエディタ
- デザインパターン
- テスト → ソフトウェアテスト
- テスト駆動開発
- テスト自動化
- テストファースト
- デストラクタ
- データ
- データ型
- データ記述言語
- データ構造
- データフロー図
- データベース言語
- 手続き(プロシージャ)
- 手続き型言語
- デバッガ
- デバッグ
- テーブルジャンプ
- デリゲート
- テンプレートの部分特殊化
- テンプレートメソッドパターン
- 問い合わせ言語
- 糖衣構文
- 統一モデリング言語 (UML)
- 統合開発環境
- 動的型付け
- 動的スコープ
- 動的リンク
- トランザクション
- トランザクション処理
- トレードオフ

## な行
- 名前空間
- 名前修飾
- NaN
- 二分探索
- 2分探索木
- ニーモニック
- ネスティング
- ノイマン型コンピュータ
- 値渡し(関数の引数)

## は行
- 倍精度
- 排他制御
- バイトコード
- パイプ
- 配列
- バグ
- バグ管理システム
- バザール方式
- 派生型
- パターンマッチング
- バッカス・ナウア記法
- バックマン線図
- ハッシュテーブル
- バッファ
- バッファオーバーラン
- ハードウェア記述言語
- バブルソート
- ハンガリアン記法
- パンチカード
- 番兵
- 引数
- 非構造化プログラミング
- ビジーウェイト
- ビット
- ビット演算
- ヒープソート
- ヒューリスティクス
- 表明
- ファクトリメソッドパターン
- ブードゥー・プログラミング（英語版）
- 副作用 (プログラム)
- 符号
- 符号付数値表現
- フック
- 浮動小数点数
- フラグ
- プラグイン
- フーリエ変換
- 自由ソフトウェア
- 自由ソフトウェア運動
- フリーソフトウェア財団
- プリプロセッサ
- プログラマ
- プログラミング
- プログラミング言語年表
- プログラミングパラダイム
- プログラム
- プログラム・カウンタ
- プログラム導出
- プロジェクトファシリテーション
- プロシージャ(手続き)
- プロセス
- プロセス間通信
- プロセス管理
- フローチャート
- ブロック
- プロトコル (通信)
- プロトタイプ
- プロトタイプベース
- プロパティ
- フロントエンド
- 文
- 文芸的プログラミング
- 分散開発
- 分散技法
- 閉路
- 変数
- ポインタ
- ボックス化
- ボトルネック
- ポーランド記法
- ポリモーフィズム

## ま行
- マークアップ言語
- マーク・アンド・スイープ
- マクロ
- マクロ言語
- マジックナンバー (プログラム)
- 末尾再帰
- マルチパラダイムプログラミング言語
- マルチプロセス
- 無限ループ
- 命令
- 命令型プログラミング
- メインループ
- メソッド
- メタクラス
- メタ構文変数
- メタプログラミング
- メッセージ (コンピュータ)
- メモリアドレス
- メモリリーク
- メンバ関数
- 文字コード
- 文字列
- モジュール
- モデル検査
- モデル駆動工学
- モデル変換
- モデル変換言語
- モニカ

## や行
- 焼きなまし法
- 優先度付きキュー
- ユースケース
- ユースケース図
- 呼出規約
- 予約語
  - 予約語 (Ada)
  - 予約語 (COBOL)
  - 以下も参照
    - キーワード (C言語)
    - キーワード (C++)
    - キーワード (Java)
- 弱い参照

## ら行
- ライフゲーム
- ライブラリ
- ラベル
- ランタイムライブラリ
- リエントラント
- 離散コサイン変換(DCT)
- リスト (抽象データ型)
- リセット
- リバースエンジニアリング
- リファクタリング (プログラミング)
- リフレクション
- 粒度 (プログラミング)
- リンカ(リンケージエディタ)
- ルーチン
- ループ
- 例外
- 例外処理
- レジスタ (コンピュータ)
- 連想配列
- ローカル変数
- ロールバック
- 論理プログラミング

## わ行
- ワイド文字
- 割り込み処理

## A-Z
- abs
- Active Record
- Adapter パターン
- API (Application Programming Interface)
- B木
- break文
- Common Object Request Broker Architecture
- Composite パターン
- continue文
- CORBA
- CPU
- DCT → 離散コサイン変換
- DMA (Direct Memory Access)
- DOM (Document Object Model)
- eval
- Factory Method パターン
- FIFO
- foreach文
- for文
- GNU General Public License
- goto文
- Hello world - 各プログラミング言語によるサンプルプログラム。
- if文
- Java
- LIFO
- lint
- make
- Model View Controller
- MVC → Model View Controller
- NOT NULL制約
- Open Source Initiative
- Python
- RAD (Rapid Application Development) - ソフト開発ツール
- return文
- SAX (Simple API for XML)
- Singleton パターン
- switch文
- S式
- Template Method パターン
- UML → 統一モデリング言語
- WEBプログラミング
- while文
- Write once, compile anywhere
- Write once, run anywhere
- XML

## 0-9
- 2-3木
- 2の補数
- 2分探索木
- 80-20の法則